# آلا پوگاچوا
آلا بوریسونا پوگاچوا (به روسی: Алла Борисовна Пугачёва) زادهٔ ۱۵ آوریل ۱۹۴۹ در مسکو خواننده و هنرپیشهٔ اهل روسیه است. پوگاچوا فعالیت هنری‌اش را از سال ۱۹۶۵ آغاز کرد که تابه‌امروز ادامه دارد. او نماینده روسیه در مسابقه آواز یوروویژن ۱۹۹۷ بود و تا آن سال بیش از ۲۵۰ میلیون نسخه از آثارش را به فروش رساند. یکی از مشهورترین اجراهای او میلیون‌ها گل سرخ است.

## شهرت
او با صدای متزوسوپرانو و اجرای پر احساس و صادقانه‌اش، از لحاظ فروش آلبوم‌ها و محبوبیت عمومی در شوروی سابق به یک نماد تبدیل شد. پوگاچوا در سال ۱۹۹۱ لقب افتخاری «هنرمند خلق در اتحاد جماهیر شوروی» را دریافت کرد.
با توجه به شهرت زیاد پوگاچوا زندگی خصوصی او بیشتر مواقع مورد توجه مردم و موضوع بحث نشریه‌های کشورش بوده‌است. در این میان دو موضوع وزن بالای او و روابط عاشقانهٔ پنهانی‌اش بیش از بقیه مورد توجه مطبوعات بوده‌اند. اما این حرف و حدیث‌ها خدشه‌ای به محبوبیت پوگاچوا وارد نکرده‌اند و او بارها نشان داده که از بی‌پرده سخن گفتن دربارهٔ زندگی خصوصی‌اش ابایی ندارد.
پوگاچوا در سال ۲۰۰۹ و در روز تولد ۶۰ سالگی‌اش نشان درجه سوم «شایستگی برای میهن» را از دمیتری مدودف دریافت کرد.

## نقل قول‌ها
با این‌که پوگاچوا بارها نشان‌های افتخار مختلف را از مقامات عالیرتبهٔ سیاسی کشورش دریافت کرده، صراحت لحن و شیوهٔ بیان‌اش در بعضی موارد همسو با انتظارات آن‌ها نبوده‌است. برای مثال در کنسرتی که در روز مرگ هوشی‌مین برگزار شد خطاب به حضار گفت:
اخماتو باز کن! ممکنه هوشی‌مین مرده باشه، ولی من هنوز زنده‌ام!

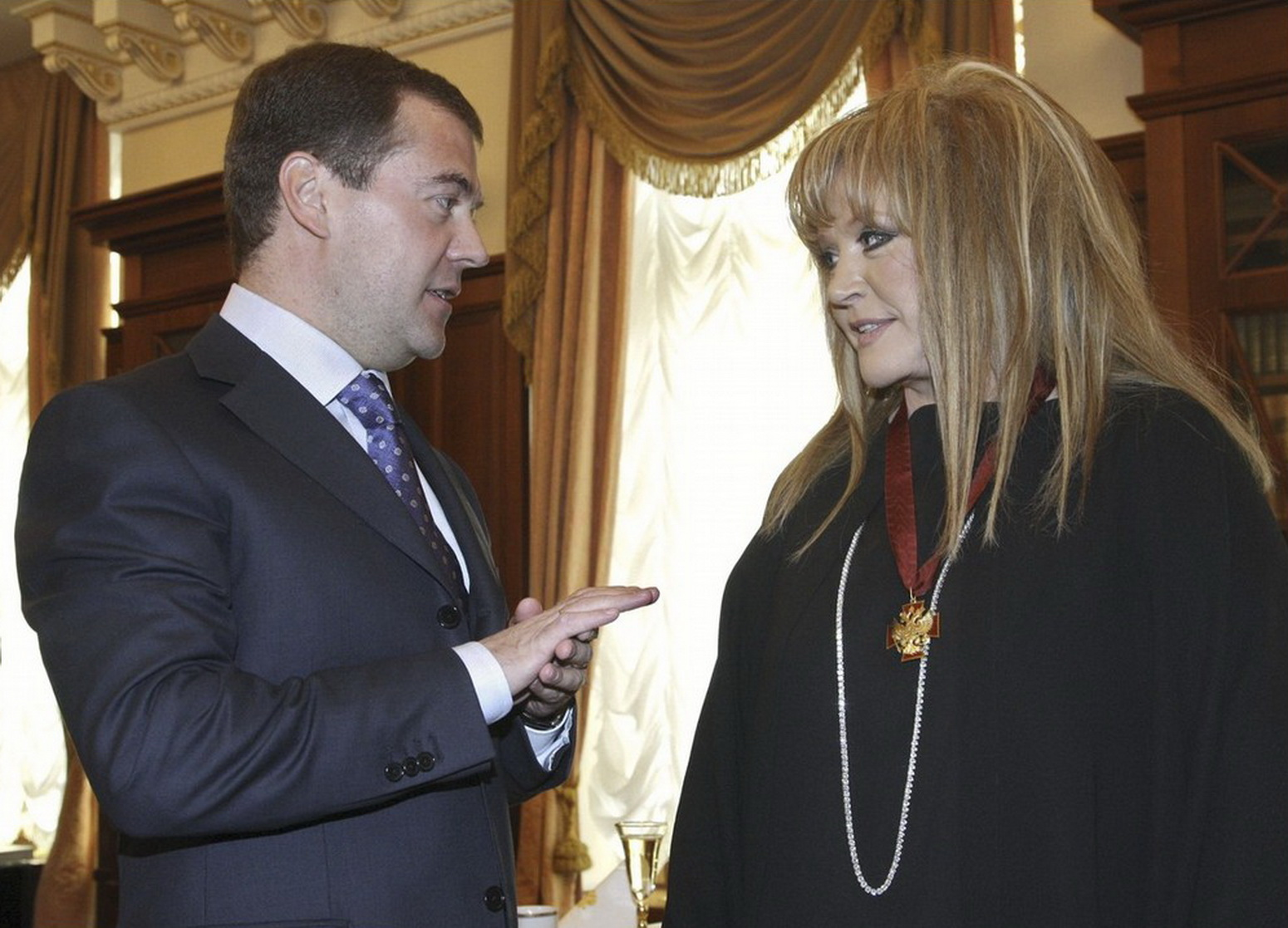

صحبت‌های اینچنینی طبق روال آن سال‌ها، زمینهٔ اعلام اتهام علیه فرد را مهیا می‌کردند با این حال مقامات روسی به جای عکس‌العمل نشان دادن به حرف‌های پوگاچوا سکوت کردند و تا به‌حال واکنشی به او نشان نداده‌اند.